# مار روکز
مار روکز (به عربی: مار روکز) یک منطقهٔ مسکونی در لبنان است که در شهرستان المتن واقع شده‌است.